# Claude Gravereaux
Pour les articles homonymes, voir Gravereaux.
Claude Gravereaux, né le 2 mai 1913 dans le 7e arrondissement de Paris et mort le 21 novembre 1943 à New York, est un joueur français de hockey sur gazon.

## Biographie
Avec l'équipe de France de hockey sur gazon, il dispute les Jeux olympiques d'été de 1936, terminant à la quatrième place. 
Soldat français lors de la Seconde Guerre mondiale, il est blessé et fait prisonnier à Namur en 1940 et parvient à s'évader. Il émigre quelques mois plus tard aux États-Unis, où il soigne sa blessure avant de s'engager dans l'Armée française de la Libération au Maroc. Il est à nouveau hospitalisé pour une rechute et retourne aux États-Unis où il meurt à l'âge de 30 ans.